# Gare de Gray
Gare de Gray vasútállomás Franciaországban, Gray (Haute-Saône) településen.

## Vasútvonalak
Az állomást az alábbi vasútvonalak érintik:
- Culmont-Chalindrey-Gray-vasútvonal

## Kapcsolódó állomások
A vasútállomáshoz az alábbi állomások vannak a legközelebb: